# Чемпіонат світу з трекових велоперегонів 2017 — медісон (чоловіки)
Змагання з медісона серед чоловіків на Чемпіонаті світу з трекових велоперегонів 2017 відбулись 16 квітня.

## Результати
Спортсмени здолали 200 кіл (50 км) з 20 спринтами.
| Місце | Ім'я                               | Країна          | Очки | Кола відставання |
| ----- | ---------------------------------- | --------------- | ---- | ---------------- |
| 1     | Морган Кнайскі Бенжамін Томас      | Франція         | 45   |                  |
| 2     | Камерон Меєр Каллум Скотсон        | Австралія       | 41   |                  |
| 3     | Морено Де Паув Кенні Де Кетеле     | Бельгія         | 32   |                  |
| 4     | Ніклас Ларсен Каспер фон Фолсаш    | Данія           | 22   |                  |
| 5     | Трістан Марге Клаудіо Імхоф        | Швейцарія       | 12   |                  |
| 6     | Фелікс Інгліш Марк Доуні           | Ірландія        | 12   |                  |
| 7     | Альберт Торрес Себастьян Мора      | Іспанія         | 11   | −1               |
| 8     | Вім Струтінга Йоері Гавік          | Нідерланди      | 5    |                  |
| 9     | Тео Рейнхардт Хеннінг Боммель      | Німеччина       | −15  | −1               |
| 10    | Ліам Бертаццо Сімоне Консонні      | Італія          | −16  | −1               |
| 11    | Алан Банашек Даніель Станішевський | Польща          | −35  | −2               |
| 12    | Їржи Гохманн Мартін Блага          | Чехія           | −39  | −2               |
| –     | Марк Стюарт Олівер Вуд             | Велика Британія | DNF  | DNF              |
| –     | Андреас Мюллер Андреас Ґраф        | Австрія         | DNF  | DNF              |
| –     | Люн Ка Ю Лян Чуньвін               | Гонконг         | DNF  | DNF              |